# Campaign manager

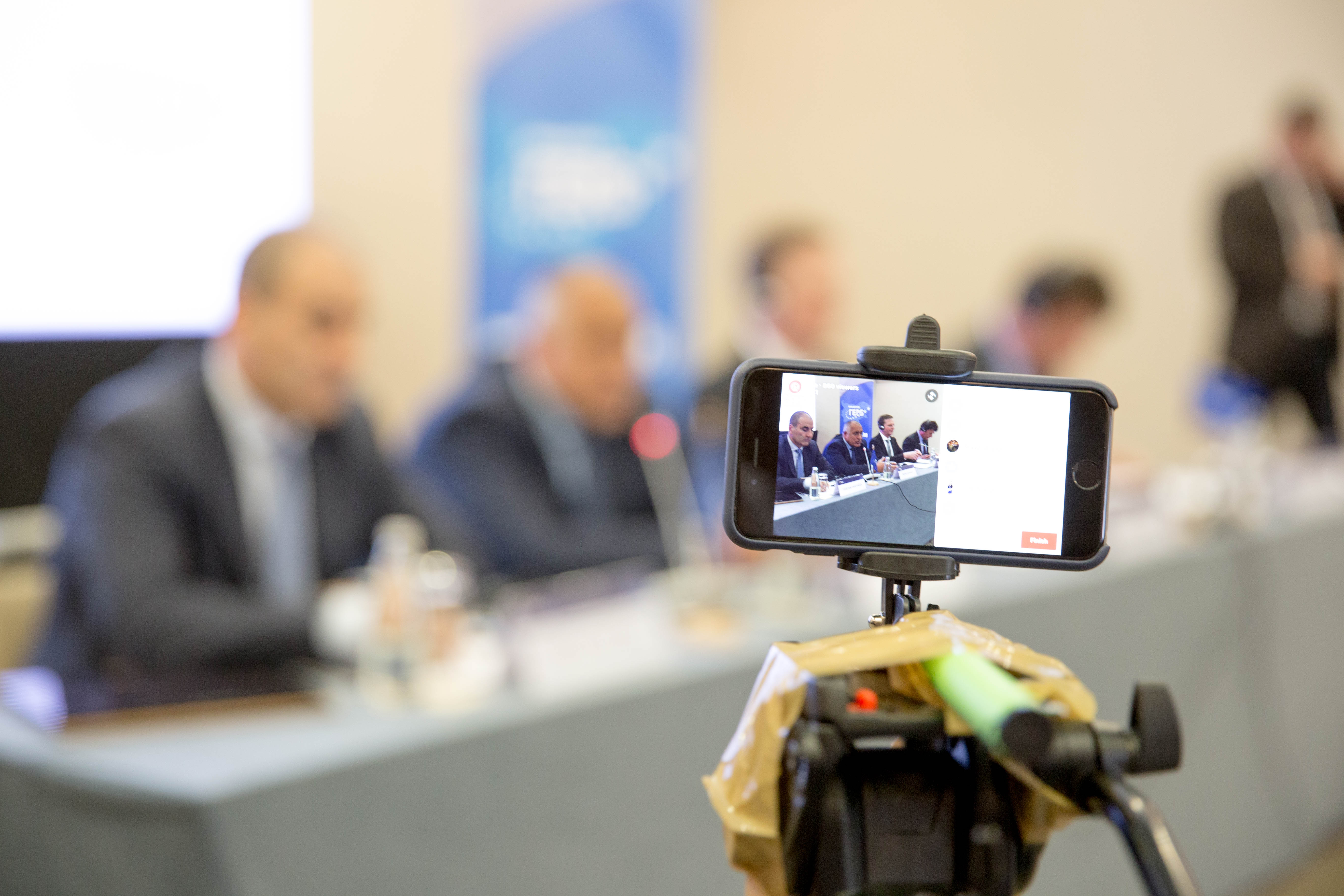
Riunione dei responsabili della campagna, 25-26 aprile 2016, Sofia, Bulgaria

Un responsabile della campagna elettorale, presidente della campagna o direttore della campagna è un individuo il cui ruolo consiste nel coordinare le spese di una campagna politica, le tattiche generali e le assunzioni. Dirige operazioni come la raccolta fondi, la pubblicità, i sondaggi, l'incoraggiamento al voto (con contatto diretto con il pubblico) e altre attività che supportano direttamente lo sforzo della campagna.
Oltre al candidato, è spesso il leader più visibile di una campagna. Tuttavia, i responsabili delle campagne moderne, specialmente a livello presidenziale, si occupano principalmente di eseguire strategie, non di definirle. I principali strateghi sono tipicamente consulenti politici esterni, soprattutto sondaggisti e consulenti mediatici.
Per campagne di ampia portata e con risorse significative, i direttori della campagna spesso supervisionano un vasto team di collaboratori e volontari in diverse aree operative, collaborando strettamente con il candidato e i consulenti esterni.
Negli Stati Uniti, sempre più spesso, la gestione delle campagne è diventata una professione specializzata. I manager di alto livello si spostano in tutto il paese, lavorando su campagne diverse a ogni ciclo elettorale. Le sfide di costruire un'operazione di successo da zero in meno di due anni rendono i professionisti esperti sempre più preziosi.

Oltre alla loro esperienza passata, i responsabili delle campagne esperti apportano anche conoscenze sugli strumenti di gestione delle campagne e relazioni consolidate con consulenti politici.

La retribuzione di un responsabile della campagna varia a seconda della scala della competizione politica.